# Mount Hector (Kanada)
Der Mount Hector ist ein Berg in den Kanadischen Rocky Mountains im Banff-Nationalpark in Alberta, Kanada. Der Berg wurde 1884 nach James Hector (1834–1907), einem Geologen der British North American Exploring Expedition (Palliser-Expedition), von George Mercer Dawson benannt.